# Project Regeneration Vol. 1
Project Regeneration Vol. 1 – siódmy album studyjny amerykańskiej grupy muzycznej Static-X. Wydawnictwo ukazało się 10 lipca 2020 roku nakładem wytwórni muzycznej Otsego Entertainment Group.

## Lista utworów
| Nr  | Tytuł utworu                                 | Długość |
| --- | -------------------------------------------- | ------- |
| 1.  | „Regeneration”                               | 1:00    |
| 2.  | „Hollow” (Project Regeneration)              | 2:43    |
| 3.  | „Worth Dyin For”                             | 3:27    |
| 4.  | „Terminator Oscillator”                      | 3:14    |
| 5.  | „All These Years”                            | 3:56    |
| 6.  | „Accelerate”                                 | 2:48    |
| 7.  | „Bring You Down” (Project Regeneration)      | 3:35    |
| 8.  | „My Destruction”                             | 3:29    |
| 9.  | „Something Of My Own” (Project Regeneration) | 2:53    |
| 10. | „Otsego Placebo”                             | 4:20    |
| 11. | „Follow”                                     | 3:09    |
| 12. | „Dead Souls”                                 | 4:45    |
|     |                                              | 39:19   |

## Twórcy albumu
- Tony Campos – gitara basowa, wokal wspierający
- Koichi Fukuda – gitara, keyboard
- Ken Jay – perkusja
- Wayne Static –  wokal (utwory: 2, 3, 5, 7, 9, 11, 12)
- Xer0 – gitara, wokal (utwory: 3, 4, 6, 8, 10, 11), produkcja

## Listy sprzedaży
| Lista                                    | Kraj              | Pozycja |
| ---------------------------------------- | ----------------- | ------- |
| Billboard 200                            | Stany Zjednoczone | 48      |
| Official Charts Company. Scottish Albums | Szkocja           | 95      |